# 黄菊香
黄菊香（？—），女，黎族，广东保亭（今属海南）人，中华人民共和国政治人物，曾任第五届全国人大代表、常委会委员。